# クロード・ド・ラ・トレモイユ

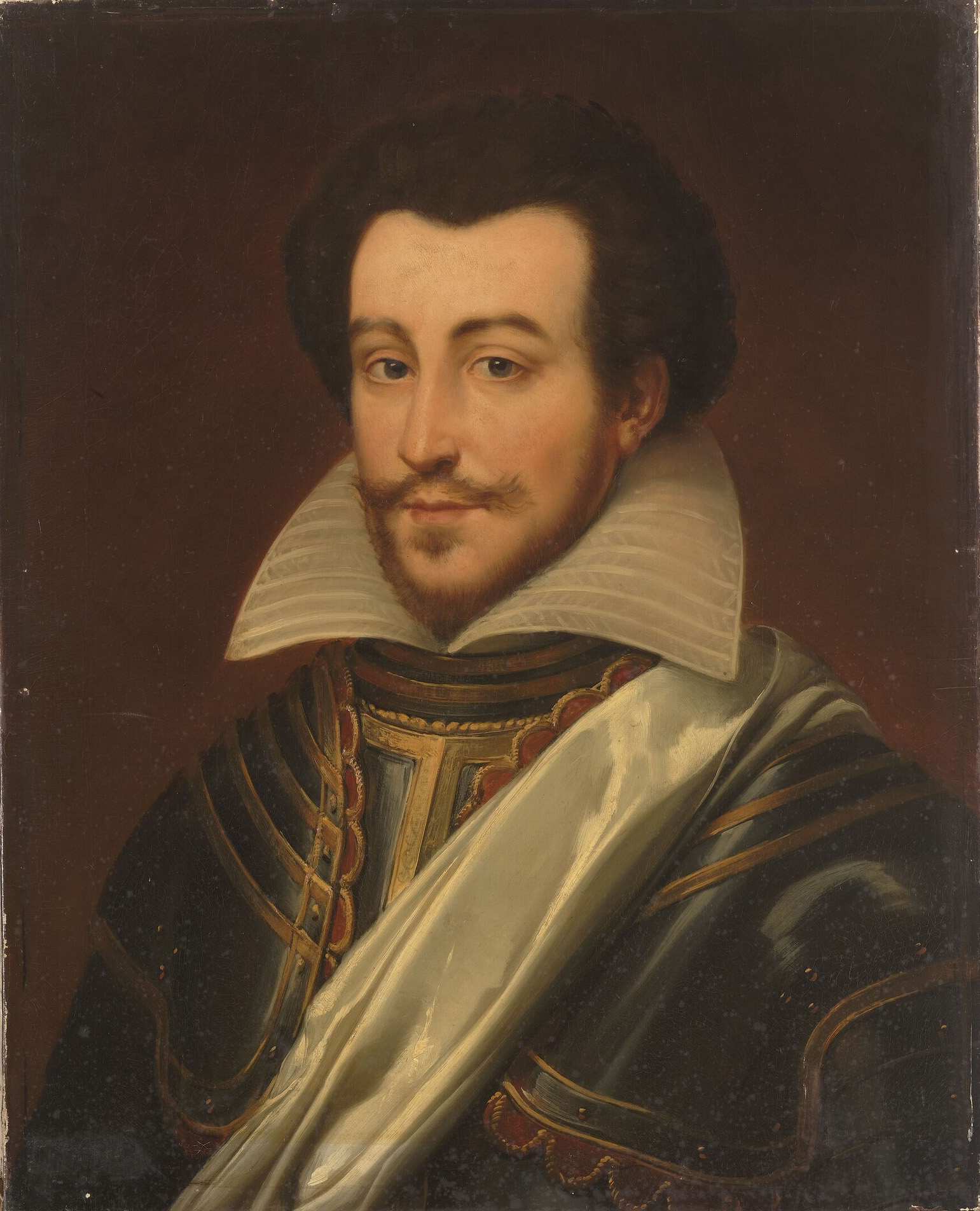
トゥアール公クロード、1835年エロワ・フィルマン・フェロンがボールガール城（château de Beauregard）に陳列された肖像画を模写した作品 、ヴェルサイユ宮殿美術館蔵

クロード・ド・ラ・トレモイユ（Claude de La Trémoïlle, duc de Thouars, 1566年 - 1604年10月25日）は、ヴァロワ朝末期・ブルボン朝初期のフランスの貴族、廷臣。トゥアール公爵、ラ・トレモイユ公爵、タルモン公、ターラント公、タイユブール、ブノン伯、ギーヌ伯、シュリー男爵。

## 生涯
トゥアール公ルイ3世・ド・ラ・トレモイユと元帥アンヌ・ド・モンモランシー公爵の次女ジャンヌ・ド・モンモランシーの間の三男。兄たちの夭折と父の戦死で1577年にラ・トレモイユ家の家督を継ぐ。1586年妹シャルロット＝カトリーヌが血統親王で重要なユグノー指導者の1人だったコンデ公アンリ1世に嫁ぐとユグノー側に接近。翌1587年アンリ3世王の命令で対ユグノー遠征に参加するが、すぐにユグノーに改宗してナヴァール王アンリ（4世）の党派に鞍替えし、ユグノー側の有力武将の1人となった。
1589年に王位に就いたアンリ4世は、初めはクロードに目をかけていたが、やがてクロードの従兄ブイヨン公アンリ・ド・ラ・トゥール・ドーヴェルニュの方をより可愛がるようになった。クロードはアンリ4世の麾下でクートラの戦い（1587年）やイヴリーの戦い（1590年）に参加し、戦功を認められて1599年トゥアール公爵位をフランス同輩公の地位に引き上げてもらうことができた。
1598年3月11日、従兄ブイヨン公の仲介により、ブイヨン公の妻の妹にあたるシャルロッテ・ブラバンティナ・ファン・ナッサウと結婚した。妻はオラニエ公家及びブイヨン公家の2つのプロテスタント諸侯家と関係が深いため、フランスのユグノー派の国際外交において重要な存在であった。妻はクロードがビロン公爵の反国王の陰謀に巻き込まれるのを防ぎ、アンリ4世に対する忠誠を示した。

## 子女
妻との間に4子をもうけた。
- アンリ（1598年 - 1674年） - トゥアール公、
- シャルロット（1599年 - 1664年） - 1626年イングランド貴族の第7代ダービー伯爵ジェームズ・スタンリーと結婚
- エリザベート（1601年 - 1604年）
- フレデリック（1602年 - 1642年） - ブノン伯・ラヴァル伯

また、婚前にアンヌ・ガラン（Anne Garand）との間に非嫡出子を1人もうけた。
- アニーバル・ド・ラ・トレモイユ（1595年 - 1670年） - マルシー子爵